# Деггінген
Деггінген (нім. Deggingen) — громада в Німеччині, знаходиться в землі Баден-Вюртемберг. Підпорядковується адміністративному округу Штутгарт. Входить до складу району Геппінген.
Площа — 22,70 км2. Населення становить 5304 ос. (станом на 31 грудня 2020).